# Tutenstein
Tutenstein is een Amerikaanse animatieserie, bedacht door Jay Stephens en geproduceerd door Porchlight Entertainment. De serie telt 40 afleveringen, waaronder een televisiefilm.
De serie werd geproduceerd voor Discovery Kids, en liep op die zender van 1 november 2003 tot 11 oktober 2008. De serie is in nagesynchroniseerde vorm in Nederland uitgezonden op Jetix. In Vlaanderen werd het op VT4 uitgezonden vanaf 21 december 2009.

## Verhaal
De serie draait om de jonge farao Tutankhensetamun (gebaseerd op Toetanchamon), die 3000 jaar na zijn dood weer ontwaakt als een mummie in de hedendaagse wereld. Hij moet sterk wennen aan deze nieuwe tijd, en vooral het feit dat hij in deze tijd door niemand meer als de grote leider gezien wordt. Hij maakt al snel vrienden met Cleo en haar huiskat Luxor, die de gave krijgt om te praten.
Tutankhensetamun, of Tut zoals Cleo hem vaak noemt, is de eigenaar van een krachtige magische staf genaamd de scepter van weleer (Scepter of Was in de Engelstalige versie). De Egyptische god Set heeft het op deze staf voorzien, en probeert hem geregeld te stelen. Daarnaast komt Tut door zijn arrogante en roekeloze gedrag regelmatig in de problemen.

## Personages
Tutankhensetamun ("Tut")de mummie van een farao die 3000 jaar gelden over Egypte heerste. Hij stierf op 10-jarige leeftijd. Tut is erg egoïstisch, onbeleefd en roekeloos, en denkt dat hij heerser is van alles. Deze houding brengt hem meer dan eens in de problemen. Toen hij nog leefde stond hij al bekend om de vele streken die hij samen met zijn vriend Nutka uithaalde. In het heden zijn z’n enige vrienden Cleo en Luxor. Tut verblijft momenteel in het museum waar zijn sarcofaag tentoon wordt gesteld. Over hoe hij is gestorven is lange tijd niets bekend. In de televisiefilm wordt onthuld dat hij verpletterd is onder het puin van een instortende tempel. (Nederlandse stem: Seb van den Berg).
Cleo Cartereen 12-jarig meisje dat geïnteresseerd is in alles wat met het oude Egypte te maken heeft. Zij bracht Tut per ongeluk weer tot leven met de scepter van weleer. Ze probeert Tut regelmatig te weerhouden van dwaasheden, maar hij negeert haar meestal tot het al te laat is. Ze is erg aardig, slim en heeft altijd een zakcomputer bij zich om ter plekke informatie over het oude Egypte op te zoeken.
LuxorCleo’s kat, die toen Tut weer tot leven kwam de gave kreeg om te praten zodat hij Tut’s dienaar kon worden. Net als Cleo probeert hij Tut zo veel mogelijk te behoeden voor fouten. (Nederlandse stem: Hein van Beem).
Walter Jacobseen beveiligingsagent in het museum waar Tut’s sarcofaag staat. Hij is vaak de enige van het museumpersoneel die de vreemde gebeurtenissen in het museum opmerkt, maar niemand gelooft hem. Hij is niet bijster slim.
Professor Horace Behdetyeen professor in Egyptologie, en een van de medewerkers van het museum. Een running gag omtrent hem is dat mensen zijn naam steeds verkeerd spellen. Zijn naam is een verwijzing naar Horus van Edfu (Behdet) (Nederlandse stem: Walter Crommelin )
Dr. Roxanne Vanderwheeleeen collega van de professor, maar in tegenstelling tot hem staat ze zeer open voor nieuwe ideeën en opvattingen. Tevens is ze meer thuis in het gebruik van moderne archeologische hulpmiddelen. Ze is Cleo’s mentor.
NatashaCleo’s vriendin. Ze ontmoet Tut een paar keer, maar komt er nooit achter dat hij een mummie is.
Rosalie Rivaraeen ijdele journaliste die altijd op zoek is naar een nieuw verhaal waarmee ze in de publiciteit kan komen.
Setde Egyptische god van chaos en vernietiging. Hij is de primaire antagonist van de serie. Hij zit opgesloten in de onderwereld. Hij wil de Scepter van Weleer om eindelijk te kunnen ontsnappen en de macht over de andere goden te krijgen. Daar hij zelf niet de onderwereld kan verlaten, stuurt hij meestal zijn handlangers om de scepter te bemachtigen of Tut naar de onderwereld te brengen. (Nederlandste stem: Sander de Heer)
De Egyptische GodenVrijwel alle Goden uit de Egyptische mythologie spelen een rol in de serie. In tegenstelling tot Set kunnen de andere goden de menselijke wereld wanneer ze maar willen bezoeken. Meestal verschijnen ze als Tut ze oproept, of wanneer ze Tut komen straffen voor zijn fouten. Osiris is blijkbaar hun leider.
Iris CarterCleo’s moeder. Ze werkt als bouwvakker.
Cleo's vaderEen bekende egyptoloog die een tijd geleden op mysterieuze wijze is verdwenen. Cleo wil nog altijd uitzoeken wat er precies met hem is gebeurd. Hij wordt in de serie niet bij naam genoemd.

## Historische accuraatheid
Veel van de goden in de serie worden neergezet volgens de verhalen uit de Egyptische mythologie, en ook de mythes die in de serie vaak worden aangehaald zijn correct. De Scepter van Weleer, die in de serie wordt neergezet als een krachtige magische staf, is echter fictief. Tevens speelt Tut in de serie vaak het spel senet, maar de regels van dit spel zijn in de televisieserie duidelijk anders dan in werkelijkheid.

## Prijzen
In 2004 en 2007 won de serie een Emmy Award voor beste getekende programma. In 2006 werd de serie ook voor deze prijs genomineerd, maar won toen niet.

## Afleveringen

### Seizoen 1
1. The Awakening
2. The Curse of the Pharaoh
3. Clash of the Shabitis
4. I Did it My Way
5. The Boat of Millions of Years
6. The Powerful One
7. There's Something About Natasha
8. The King of Memphis
9. Roommates
10. Ghostbusted
11. Near Dead Experience
12. The Unsafety Zone
13. Happy Coronation Day, Tutenstein

### Seizoen 2
1. Friends
2. Green-Eyed Mummy
3. The Shadow Gobbler
4. Tut, Jr.
5. Something Sphinx
6. The Supreme Tut
7. Old Man Tut
8. Cleo's Catastrophe
9. Queen for a Day
10. Day of the Undead
11. Procras-Tut-nation
12. Behdety Late Than Ever
13. Walter the Brain

### Seizoen 3
1. The Comeback Kid
2. The Truth Hurts
3. Was Not Was
4. Rest in Pieces
5. Tut the Defender
6. Irresistable You
7. Fearless
8. Sleepless in Sarcophagus
9. Spells and Sleepovers
10. UnPharaoh
11. Tut's Little Problem
12. Keep Your Wandering Eye to Yourself
13. Into the Past

### Televisiefilm
- Tutenstein: Clash of the Pharaohs